# Lee So-jung
Lee So-jung (coreano: 이소정 (); Wonju, Gangwon, 3 de septiembre de 1993), conocida monónimamente como Sojung, es una cantante surcoreana. Fue miembro del grupo femenino surcoreano Ladies' Code. Sojung hizo su debut como solista en marzo de 2017 con el sencillo "Better Than Me".

## Biografía
Lee nació el 3 de septiembre de 1993 en Wonju, Gangwon, Corea del Sur. Asistió a la Universidad Dankook, donde se especializó en música moderna.

## Carrera

### 2012-2014: Debut y accidente automovilístico
En 2012, Lee audicionó para el programa de talentos The Voice of Korea, cuyo primer episodio se emitió el 10 de febrero del mismo año. Para el programa, lanzó varias canciones, entre ellas "2 Different Tears", una versión de la canción de Wonder Girls, "Memory Loss (기억 상실)" y "No More". Durante el episodio final del programa, emitido el 30 de marzo, Lee fue anunciado como una de los ganadores.
En febrero de 2013, se anunció que Lee sería miembro de Ladies' Code, bajo Polaris Entertainment. El miniálbum debut del grupo, Code 01 Bad Girl, junto con la canción principal "Bad Girl" y el video musical que la acompaña se lanzó el 7 de marzo de 2013. Ese mismo año, colaboró con el rapero San E en la canción "Twisted (불편한 관계)", lanzada en noviembre.
El 3 de septiembre de 2014, en el cumpleaños número 21 de Sojung, ella y el resto del grupo estuvieron involucrados en un accidente automovilístico. Ladies' Code regresaba a Seúl después de su actuación en el Open Concert. La compañera de grupo de Lee, EunB, fue declarada muerta minutos después. Lee y su compañera de grupo Rise sufrieron heridas graves y fueron trasladadas al Hospital San Vicente de la Universidad Católica de Corea en Suwon. La situación de Lee se estabilizó, pero la condición de Rise se deterioró y fue trasladada al Hospital Universitario de Ajou, donde murió cuatro días después, el 7 de septiembre de 2014. Lee fue trasladada a un hospital de su ciudad natal, donde logró recuperarse poco a poco. Las tres miembros restantes regresaron al dormitorio del grupo el 12 de noviembre, mientras Lee todavía recibía tratamiento ambulatorio.

### 2015-presente: Debut como solista
Después del regreso de Ladies' Code luego del accidente, Lee apareció en dos episodios del programa de talentos King of Mask Singer el 21 de febrero. Para el programa, lanzó las canciones "Blue In You (그대 안의 블루)", una colaboración con Lee Tae-sung, y "If You Come Back (그대 돌아 오면)", obteniendo un total de 59 votos. En junio, lanzó la canción "I Don't Want (바라지 않아)", un dueto con Jung Key. Aún en 2016, Lee se convirtió en contendiente en el programa de competencia Girl Spirit, cuyo primer episodio se emitió el 19 de julio en JTBC.
Lee hizo su debut oficial como solista en mayo de 2017 con la balada "Better Than Me". El video musical fue lanzado el 4 de mayo, protagonizado por Hyunjin de Loona. Al mes siguiente, colaboró con Mind U para el lanzamiento del sencillo "A Break Up Song", incluido en el álbum de estudio, RE: Mine. Luego lanzó "Deep Inside (딥 인사이드)", una colaboración con Jung Han-hae, en enero de 2018. El 14 de marzo de 2018, Lee regresó con el lanzamiento de su primer álbum sencillo, Stay Here, que consta de una canción principal del mismo nombre y la canción del lado B "Crystal Clear".
En febrero de 2020, Lee y sus compañeras de Ladies' Code, Zuny y Ashley, dejaron Polaris Entertainment tras no llegar a un acuerdo en la renovación de contrato. Después, Lee lanzó su segundo álbum sencillo "Island" con su canción principal del mismo nombre el 22 de agosto de 2020. La canción de Lee tiene influencias del género tropical house, algo inusual para ella. Al año siguiente, participó en un concurso de canto llamado Sing Again, y terminó entre los seis mejores concursantes. En febrero de 2021, bajo un nuevo sello, Lee lanzó su tercer álbum sencillo, que incluye una balada titulada "함께 했는데 이별은 나 혼자인 거야" y su versión instrumental. Este sencillo de Lee ingresó en el Gaon Digital Chart semanal de Corea en el puesto 92, llegando a alcanzar el número 65, el 42 y el 33 en las semanas siguientes. Además, la canción llegó al puesto número 30 en el Gaon Download Chart.
En febrero de 2020, Lee y sus compañeras de banda de Ladies' Code, Zuny y Ashley, abandonaron Polaris Entertainment después de la expiración del contrato y renegociaciones fallidas con la empresa. El trabajo posterior de Lee incluyó el lanzamiento de su segundo álbum sencillo Island y su sencillo principal del mismo nombre el 22 de agosto de 2020. La canción está fuertemente influenciada por el género tropical house, una apuesta atípica para Lee. Al año siguiente, participó en el concurso vocal de segunda oportunidad de JTBC, Sing Again, y terminó entre los seis mejores concursantes del programa. On February 19, 2021, under new label Needs Music Entertainment (니즈뮤직엔터테인먼트), Lee released her third single album, 함께 했는데 이별은 나 혼자인 거야, consisting of a title ballad of the same name and its instrumental version. La canción se convirtió en el primer sencillo de Lee en ingresar al Gaon Digital Chart semanal de Corea, alcanzando el puesto número 92. Las siguientes semanas, la canción alcanzó nuevos máximos, llegando al puesto número 65, número 42 y número 33. Además, la canción alcanzó el puesto número 30 en el Gaon Download Chart.
En abril de 2021, Lee firmó un contrato con JTBC Studios.

## Vida personal

### Salud
A lo largo de su carrera, Lee ha sufrido problemas de anorexia. Durante una entrevista en 2016, mencionó que recurrió a una dieta estricta, lo que resultó en la pérdida de 11 kilogramos.

## Discografía

### Álbumes sencillo
| Título                                                                                       | Detalles | Posiciones máximas en los gráficos | Ventas |
| Título                                                                                       | Detalles | COR                                | Ventas |
| -------------------------------------------------------------------------------------------- | --- | ---------------------------------- | ------ |
| Stay Here                                                                                    | - Fecha de lanzamiento: 14 de marzo de 2018 - Etiqueta: Polaris Entertainment - Formatos: CD, descarga digital | —                                  | —      |
| "—" denota lanzamientos que no aparecieron en las listas o que no se lanzaron en esa región. | |                                    |        |

### Sencillos
| Título                                                                                    | Año                    | Posiciones más altas en los gráficos | Ventas                 | Álbum                  |
| Título                                                                                    | Año                    | COR                                  | Ventas                 | Álbum                  |
| Como artista principal                                                                    | Como artista principal | Como artista principal               | Como artista principal | Como artista principal |
| ----------------------------------------------------------------------------------------- | ---------------------- | ------------------------------------ | ---------------------- | ---------------------- |
| "Better Than Me (우린 왜 이별 하는 걸까?)"                                                | 2017                   | —                                    |                        | Sencillo sin álbum     |
| "Stay Here (여기있어)"                                                                    | 2018                   | —                                    |                        | Stay Here              |
| "Island"                                                                                  | 2020                   | —                                    |                        | Island                 |
| "If You Were Still Here (함께 했는데 이별은 나 혼자인 거야)"                              | 2021                   | 33                                   |                        | Sencillo sin álbum     |
| "Love in the Cloud (#구름스타그램)"                                                       | 2022                   | —                                    |                        | Sencillo sin álbum     |
| "Hello (오랜만이야 안녕)"                                                                 | 2023                   | —                                    |                        | Sencillo sin álbum     |
| "Far Away"                                                                                | 2023                   | —                                    |                        | Sencillo sin álbum     |
| Como artista colaboradora                                                                 |                        |                                      |                        |                        |
| "Twisted (불편한 관계)" (P-Type ft. San E & So-jung)                                      | 2013                   | 100                                  | - COR: 18 208          | Twisted                |
| "I Don't Want (바라지 않아)" (Jung Key ft. So-jung)                                       | 2016                   | 26                                   | - COR: 150 625         | Sencillo sin álbum     |
| "A Break Up Song That's Like a Love Song (사랑노래 같은 이별노래)" (Mind U ft. So-jung)   | 2017                   | —                                    |                        | Re:Mind                |
| "Deep Inside (딥 인사이드) (Heejun Han ft. So-jung)                                       | 2017                   | —                                    |                        | Sencillo sin álbum     |
| "HEAVEN (헤븐) (Paper Planet feat. So-jung)                                               | 2019                   | —                                    |                        | Sencillo sin álbum     |
| Colaboraciones                                                                            |                        |                                      |                        |                        |
| "I'm Fine Thank You" (con Kim Bum Soo, Ivy, Rumble Fish, Sun Woo, Heejun Han)             | 2015                   | —                                    |                        | Sencillo sin álbum     |
| "Get Over" (with MKPBand)                                                                 | 2020                   | —                                    |                        | Sojung X MKPBand       |
| "Netflix" (with MKPBand)                                                                  | 2020                   | —                                    |                        | Sojung X MKPBand       |
| "—" indica lanzamientos que no entraron en las listas o que no se lanzaron en esa región. |                        |                                      |                        |                        |

### Apariciones en bandas sonoras
| Título                                                        | Año  | Álbum                             |
| ------------------------------------------------------------- | ---- | --------------------------------- |
| "Searching Me (서칭 미)"                                      | 2019 | Possessed OST                     |
| "Perfume (향기)"                                              | 2019 | Angel's Last Mission: Love OST    |
| "Yesterday (예스터데이)"                                      | 2019 | Love Affairs in the Afternoon OST |
| "As If Scattered in the Cold Wind (찬바람결에 흩어져 가듯이)" | 2019 | Queen: Love and War OST           |
| "Walkin' on air (워킨 온 에어)"                               | 2020 | The Present Has Arrived OST       |
| "It's Alright (괜찮아)"                                       | 2021 | Mouse OST                         |
| "Skyline (스카이라인)"                                        | 2021 | Scripting Your Destiny OST        |
| "Just for One Day (단 하루만)"                                | 2021 | Bossam: Steal the Fate OST        |
| "Love Me Again (거짓말이라 말해)"                             | 2021 | Moonshine OST                     |
| "The One Who Wins (이기는 연애)"                              | 2023 | Bo-ra! Deborah OST                |

### Otras apariciones
| Título                                                                                           | Año  | Álbum                                      |
| ------------------------------------------------------------------------------------------------ | ---- | ------------------------------------------ |
| "2 Different Tears"                                                                              | 2012 | The Voice of Korea Part. 02                |
| "In The Rain (빗속에서)"                                                                         | 2012 | The Voice of Korea Part. 04                |
| "Memory Loss (기억상실)"                                                                         | 2012 | The Voice of Korea Part. 05                |
| "No More"                                                                                        | 2012 | The Voice of Korea The Behind              |
| "Blue In You (그대안의 블루)"                                                                    | 2016 | King of Mask Singer Episode 47             |
| "If You Come Back (그대 돌아오면)"                                                               | 2016 | King of Mask Singer Episode 48             |
| "Don't Be Shy (아끼지마)"                                                                        | 2016 | Idol Vocal League – Girl Spirit EPISODE 02 |
| "I Don't Love You (널 사랑하지 않아)"                                                            | 2016 | Idol Vocal League – Girl Spirit EPISODE 05 |
| "24 Hours + NoNoNo (24시간이 모자라 + NoNoNo)" (con Seunghee)                                    | 2016 | Idol Vocal League – Girl Spirit EPISODE 06 |
| "One's Way Back (귀로)"                                                                          | 2016 | Idol Vocal League – Girl Spirit EPISODE 05 |
| "The Flight (비상)"                                                                              | 2020 | Sing Again Episode 3                       |
| "As We Live (살다 보면)"                                                                         | 2021 | Sing Again Episode 10                      |
| "The While Magnolia (하얀 목련)"                                                                 | 2021 | Famous Singers Part 1                      |
| "An Unfinished Song (못다한 노래)" (con Yang Hee-eun, Lee Seung-yoon, Jeong Hong-il, Lee Mu-jin) | 2021 | Famous Singers Part 1                      |
| "To Me (투 미)"                                                                                  | 2021 | Famous Singers Part 2                      |

## Filmografía

### Programas de televisión
| Año  | Título              | Notas                     |
| ---- | ------------------- | ------------------------- |
| 2012 | The Voice of Korea  | Concursante; octavo lugar |
| 2016 | King of Mask Singer | Concursante               |
| 2016 | Girl Spirit         | Quinto puesto             |
| 2020 | Sing Again          | Cuarto puesto             |
| 2022 | Singforest          | Reparto                   |

## Teatro
| Año       | Título en inglés | Título en coreano | Papel          | Ref.   |
| --------- | ---------------- | ----------------- | -------------- | ------ |
| 2010      | The First Queen  | 뮤지컬 선덕여왕   | Reina Seondeok | [ 30 ] |
| 2022-2023 | Dracula          | 드라큘라          | Lorena         | [ 31 ] |

## Premios y nominaciones
| Ceremonia de entrega de premios | Año  | Categoría                                 | Candidato   | Resultado | Ref.   |
| ------------------------------- | ---- | ----------------------------------------- | ----------- | --------- | ------ |
| K-Model Awards con AMF GLOBAL   | 2021 | Estrella en ascenso de la cultura popular | Lee So-jung | Ganadora  | [ 32 ] |